# Ed Markey
assinatura
Edward John "Ed" Markey (Malden, 11 de julho de 1946), é um político estadunidense do Partido Democrata que se desempenha como Senador dos Estados Unidos de Massachusetts desde 2013.

## Biografia
Militante do Partido Democrata dos Estados Unidos. Foi eleito à Câmara de Representantes em 1976, iniciando-se assim uma larguísima carreira parlamentar, sendo reeleito em 17 ocasiões consecutivas.
Foi eleito ao Senado dos Estados Unidos representando ao estado de Massachusetts, numa eleição especial a 25 de junho de 2013, depois da renúncia de John Kerry e uma breve substituição do mesmo a cargo de Mo Cowan.